# Barcelona Open Banc Sabadell 2023
Barcelona Open Banc Sabadell 2023 (còn được biết đến với Torneo Godó) là một giải quần vợt nam thi đấu trên mặt sân đất nện ngoài trời tại Real Club de Tenis Barcelona ở Barcelona, Tây Ban Nha, từ ngày 17 đến ngày 23 tháng 4 năm 2023. Đây là lần thứ 70 giải đấu được tổ chức và là một phần của ATP Tour 500 trong ATP Tour 2023.

## Điểm và tiền thưởng

### Phân phối điểm
| Sự kiện | VĐ  | CK  | BK  | TK | Vòng 1/16 | Vòng 1/32 | Vòng 1/64 | Q  | Q2 | Q1 |
| Đơn     | 500 | 300 | 180 | 90 | 45        | 20        | 0         | 10 | 4  | 0  |
| Đôi     | 500 | 300 | 180 | 90 | 0         | —         | —         | 45 | 25 | 0  |

### Tiền thưởng
| Sự kiện | VĐ       | CK       | BK       | TK      | Vòng 1/16 | Vòng 1/32 | Vòng 1/64 | Q2     | Q1     |
| Đơn     | €477,795 | €254,825 | €132,190 | €69,020 | €36,365   | €19,910   | €10,615   | €5,575 | €3,185 |
| Đôi*    | €167,240 | €89,190  | €45,120  | €22,560 | €11,680   | —         | —         | —      | —      |

*mỗi đội

## Nội dung đơn

### Hạt giống
| Quốc gia | Tay vợt                     | Xếp hạng1 | Hạt giống |
| -------- | --------------------------- | --------- | --------- |
| ESP      | Carlos Alcaraz              | 2         | 1         |
| GRE      | Stefanos Tsitsipas          | 3         | 2         |
| NOR      | Casper Ruud                 | 4         | 3         |
| ITA      | Jannik Sinner               | 8         | 4         |
| USA      | Frances Tiafoe              | 11        | 5         |
|          | Karen Khachanov             | 12        | 6         |
| GBR      | Cameron Norrie              | 14        | 7         |
| AUS      | Alex de Minaur              | 19        | 8         |
| ITA      | Lorenzo Musetti             | 21        | 9         |
| ESP      | Alejandro Davidovich Fokina | 24        | 10        |
| BUL      | Grigor Dimitrov             | 25        | 11        |
| GBR      | Dan Evans                   | 28        | 12        |
| ESP      | Roberto Bautista Agut       | 29        | 13        |
| CAN      | Denis Shapovalov            | 30        | 14        |
| ARG      | Francisco Cerúndolo         | 33        | 15        |
| JPN      | Yoshihito Nishioka          | 36        | 16        |

- 1 Bảng xếp hạng vào ngày 10 tháng 4 năm 2023.[3]

### Vận động viên khác
Đặc cách:
- Pablo Andújar
- Feliciano López[4]
- Daniel Rincón
- Fernando Verdasco

Bảo toàn thứ hạng:
- Attila Balázs

Vượt qua vòng loại:
- Matteo Arnaldi
- Lorenzo Giustino
- Pavel Kotov
- Jozef Kovalík
- Oleksii Krutykh
- Marco Trungelliti

### Rút lui
- Pablo Carreño Busta → thay thế bởi  Attila Balázs
- Sebastian Korda → thay thế bởi  Emilio Gómez
- Daniil Medvedev → thay thế bởi  Pedro Martínez
- Rafael Nadal → thay thế bởi  Alexander Shevchenko
- Brandon Nakashima → thay thế bởi  Tomás Martín Etcheverry
- Mikael Ymer → thay thế bởi  Francesco Passaro

## Nội dung đôi

### Hạt giống
| Quốc gia | Tay vợt        | Quốc gia | Tay vợt         | Xếp hạng1 | Hạt giống |
| -------- | -------------- | -------- | --------------- | --------- | --------- |
| NED      | Wesley Koolhof | GBR      | Neal Skupski    | 2         | 1         |
| USA      | Rajeev Ram     | GBR      | Joe Salisbury   | 7         | 2         |
| CRO      | Nikola Mektić  | CRO      | Mate Pavić      | 13        | 3         |
| CRO      | Ivan Dodig     | USA      | Austin Krajicek | 19        | 4         |

- Bảng xếp hạng vào ngày 10 tháng 4 năm 2023.

### Vận động viên khác
Đặc cách:
- Simone Bolelli /  Marcel Granollers
- Jaume Munar /  Albert Ramos Viñolas

Vượt qua vòng loại:
- Máximo González /  Andrés Molteni

### Rút lui
- Marcel Granollers /  Horacio Zeballos → thay thế bởi  Rafael Matos /  David Vega Hernández

## Nhà vô địch

### Đơn
- vs

### Đôi
- /  vs  /